# Carles Puigdemont
Carles Puigdemont i Casamajó (phát âm tiếng Catalunya: [ˈkarɫəs pudʒdəˈmon i kazəməˈʒo] ⓘ; 29 Tháng 12 năm 1962) là một chính trị gia Catalan, người đã trở thành Chủ tịch Hội đồng hành pháp chính phủ Catala vào ngày 12 tháng 1 năm 2016. là một vấn đề tranh cãi sau khi tuyên bố đơn độc của Catala về sự độc lập khỏi Tây Ban Nha vào ngày 27 tháng 10 năm 2017. Theo quan điểm của Chính phủ Catala, ông vẫn giữ chức Chủ tịch Generalitat Catala. Chính thức và theo quan điểm của Chính phủ Tây Ban Nha, ông đã bị Thủ tướng Mariano Rajoy cách chức vào ngày 28 tháng 10 năm 2017. Puigdemont đã không công nhận việc rời khỏi chức vụ, nói rằng ông sẽ "làm việc để xây dựng một quốc gia tự do" và yêu cầu Catalans "phản đối một cách dân chủ" việc thi hành Điều 155 của Hiến pháp Tây Ban Nha năm 1978.